# Eridu
Eridu (𒉣𒆠, NUN.KI, EridugKI, ma Abu Shahrain, Abu Sahrein, Dél-Irakban) az ókori Urtól 20 km-re délnyugatra lévő pre-sumer majd sumer város. Az ún. Eridu-kortól, az i. e. 6. évezredtől 600-ig lakták. A hagyomány szerint itt épült az első templom Mezopotámiában, Enki (akkádul Éa), a vizek és bölcsesség istene tiszteletére, az Éabzu. Talán azonos a III. uri dinasztia korában NINA néven említett településsel, bár újabban Nina-Szirara néven egy másik, Eridu és Lagas között fekvő települést azonosítottak.

## Fekvése
A város földrajzi fekvése egyedülálló volt: Az Eufrátesz – akkor erre folyt az egyik ága, ma sivatag – hordalékmezejének peremén, az ingoványos terület határán volt található, nyugatról pedig a puszta határolta. Így itt találkozhattak a földművelők, halászok és nomád pásztorok. A város egy, a környék fölé emelkedő halmon épült fel, amit egy édesvizű tó határolt. A sumerek a tavat Abzu (Akkádul Apszú) néven ismerték.

## Történelme
Eridu történelme valószínűleg korábban kezdődik, mint ahol ma a romok fekszenek:
"Az Eridu kultúra hirtelen tűnik fel az Eufratesz alsó folyásánál. Az itt gyártott kerámia olyan jó minőségü volt, mint a legjobb északabbra készített Samara vagy Halaf cserépedények. Mindez arra utal, hogy Eridunak van egy kialakulási története, ami számunkra még ismeretlen" (Liverani 49. o.).
Eridu lakói hosszú ideig lakták a várost, nemzedékek sora építette templomait, a feltáráskor 14 korszakban (rétegben) egymás fölé épített templomot találtak. Eridu politikailag vagy gazdaságilag soha nem volt erős, inkább spirituális központ volt.
A Sumer királylista szerint Eridu volt a világ első városa és királysága. A kezdősorok így szólnak:
"[nam]-lugal an-ta èd-dè-a-ba

[eri]duki nam-lugal-la"
"Amikor a királyság leszállt a mennyből,

a királyság Eriduban volt."
Egy babiloni epikus töredék szerint:
Nád egyetlen sem nőtt még,

Fa egyetlen sem sudarasodott még,...
ház egyetlen sem készült még,
város egyetlen sem épült még,...
az országnak összessége tenger volt,...

akkor épült Eridu...

## Feltárása
A feltárások 1854-ben J. H. Taylor irányítása mellett történtek, aki a British Museum megbízásából dolgozott. Ő rövidesen felhagyott az ásással. A hosszú szünet után a régészi munka 1918-ban Campbell Thompson, majd 1919-ben H. R. H. Hall vezetésével folyt egy újabb rövid ideig. A komoly eredményt hozó feltárások 1946-ban indultak ezúttal az Iraki Régiségek Főhivatala megbízásából. Ez a feltárás 1949 februárjáig tartott. Először az Ur-Nammu  idejéből származó zikkuratot tárták fel. Majd egy késő-Ubaid-kori épületet. Majd még további 18 réteget, melyek közül a legalsót i. e. 4900-ra datálták.